# Canis lupus bernardi
Canis lupus bernardi is een uitgestorven ondersoort van de wolf, die leefde op de Victoria-eilanden, die deel uitmaken van de Canadese Arctische Eilanden.

## Taxonomie
Het wordt erkend als een ondersoort van Canis lupus in de taxonomische autoriteit Mammal Species of the World (2005). Het werd formeel ontdekt, geclassificeerd en vernoemd naar Peter Bernard, schipper van de gasschoener Mary Sachs van de Canadian Arctic Expedition en verzamelde vier andere exemplaren van Canis lupus bernardi, en diens neef Joseph F. Bernard, die reizen maakte naar de Arctic als kapitein van de gasschoener Teddy Bear, nadat een volwassen mannelijke huid en schedel door hen was verzameld en naar het National Museum of Canada was gebracht. Er waren zeer weinig exemplaren van de ondersoort die werden teruggevonden, ongeveer drie of vier in totaal.

## Uitsterven
In maart 1993 werd door het Department of Renewable Resources een onderzoek uitgevoerd om de wolven- en kariboepopulaties in het gebied te catalogiseren. Terwijl een aantal kariboes werd gevonden en geregistreerd, samen met vele andere inheemse diersoorten, werd er geen enkele wolf gevonden. De populatie van Victoria Island wordt verondersteld te zijn uitgestorven tussen 1918 en 1952.